# Matthew M. Neely
Matthew Mansfield Neely, född 9 november 1874 i Doddridge County, West Virginia, död 18 januari 1958 i Bethesda, Maryland, var en amerikansk demokratisk politiker. Han var guvernör i West Virginia 1941-1945. Han representerade dessutom West Virginia i båda kamrarna av USA:s kongress. Han representerade West Virginias första distrikt i USA:s representanthus 1913-1921 och 1945-1947. Han var ledamot av USA:s senat 1923-1929, 1931-1941 och från 1949 fram till sin död.
Neely studerade vid Salem College och deltog i spansk-amerikanska kriget i USA:s armé. Han avlade 1902 juristexamen vid West Virginia University. Han var borgmästare i Fairmont, West Virginia 1908-1910. Han efterträdde 1913 John W. Davis som kongressledamot. Neely var en anhängare av Woodrow Wilson och han förlorade i kongressvalet 1920 delvis på grund av att den avgående presidenten hade blivit impopulär. Neely besegrades av republikanen Benjamin L. Rosenbloom.
Neely utmanade sittande senatorn Howard Sutherland i senatsvalet 1922 och vann. Neely kandiderade 1928 till omval men fick i sin tur se sig besegrad av tidigare guvernören Henry D. Hatfield. Redan två år senare öppnades en möjlighet för Neely att återvända till senaten när senator Guy D. Goff bestämde sig för att inte ställa upp till omval. Neely besegrade republikanen James E. Jones i senatsvalet 1930 och Hugh Ike Shott i senatsvalet 1936. Neely var en anhängare av Franklin D. Roosevelts reformprogram New Deal.
Neely avgick 1941 som senator för att tillträda som guvernör. Han hade stortrivts i senaten och ångrade sig snart. Han övervägde redan 1942 att kandidera till senaten på nytt men bestämde sig för att stanna kvar som guvernör fram till 1945. Han besegrade kongressledamoten A.C. Schiffler i kongressvalet 1944 och återvände till representanthuset efter sin tid som guvernör. Neely kandiderade 1946 till omval som kongressledamot men förlorade mot republikanen Francis J. Love.
Neely bestämde sig för att fortsätta sin långa politiska karriär och var redan 1948 beredd att utmana sittande senatorn W. Chapman Revercomb. Neely besegrade Revercomb och vann dessutom senatsvalet 1954 mot utmanaren Tom Sweeney. Han dog 83 år gammal som sittande senator. Neelys grav finns på Woodlawn Cemetery i Fairmont.